# Publika TV
Publika TV a fost o televiziune de știri din Republica Moldova lansată la 7 aprilie 2010.
A fost înființată de oamenii de afaceri Sorin Ovidiu Vîntu și Vladimir Plahotniuc.

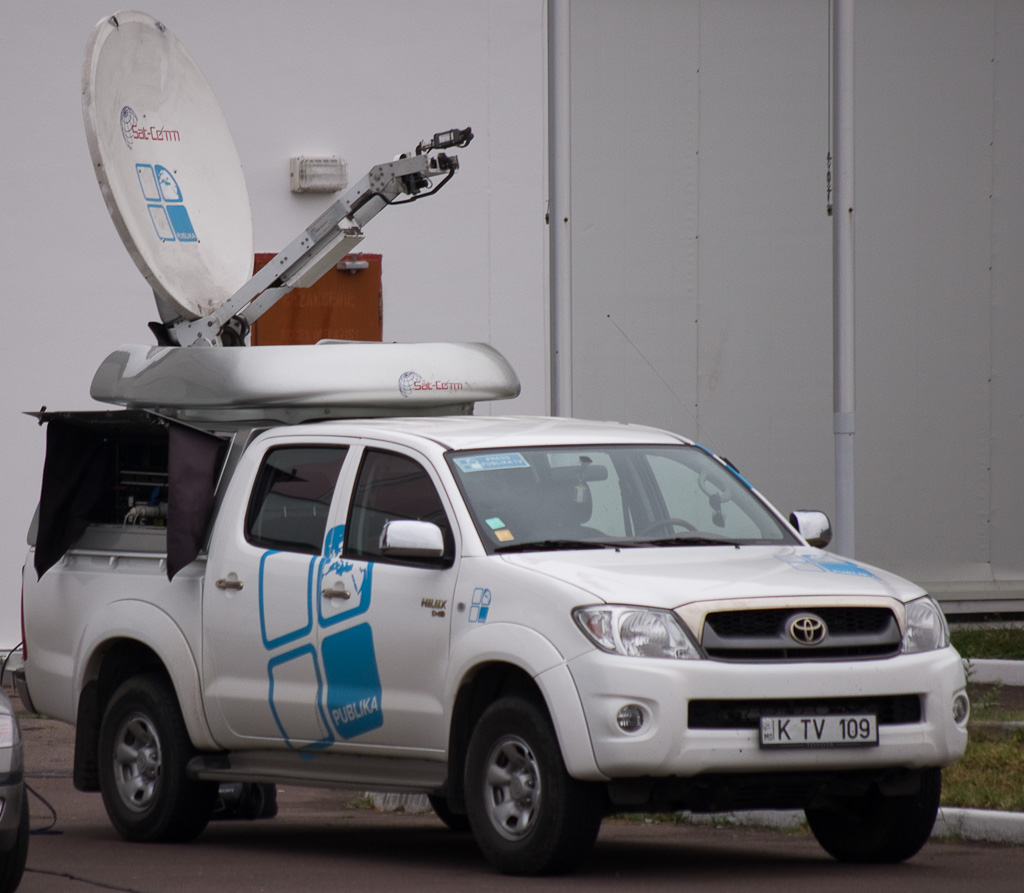
Publika TV

Fiind a doua  televiziune de știri din Republica Moldova, după data apariției (prima fiind Jurnal TV care s-a transformat într-un post generalist) iar în prezent singura televiziune de știri, televiziunea produce și difuzează conținut unic de știri în limbile română și rusă. Publika TV prezintă știri din oră în oră, talk show-uri politice, sociale și economice, realizeaza 30–40 de transmisiuni live zilnic de la diverse evenimente, având capacitatea largă a diverselor producții speciale, campanii dedicate, inclusiv realizarea documentarelor.
Publika TV este distribuită prin rețelele tuturor operatorilor de cablu și de IPTV din Moldova, de asemenea direct pe internet live, precum si pe rețele de socializare. Publika TV poate fi recepționată și pe frecvențe terestre din Republica Moldova, având acoperire națională la nivel de 65–70%, dintre care localități urbane 100% și localități rurale 25–30%.
Publika FM (92,1 Mhz) este unicul post de radio de știri din Moldova. Difuzează programele Publika TV. Aria de acoperire constituie 40% la nivel național. Situl dispune și de un portal online (v. Legături externe), care furnizează știri pentru peste 50% din siturile informative din țară.
Publika reprezintă un grup de presă premium, care se dezvoltă prioritar în mediul electronic și promovează abordări noi și progresiste în televiziune, radio, on-line și new media. Licența i-a fost suspendată pe 30 octombrie 2023, dar a continuat să emită online până câteva zile mai târziu. 